# 新竹縣五峰鄉花園國民小學竹林分校
新竹縣五峰鄉花園國民小學竹林分校，是一所位於新竹縣五峰鄉的縣立國民小學，創校於1923年以前。竹林分校為典型山地鄉偏遠小學，目前全校僅有10名學生。

## 校史
竹林分校成立於1923年以前，當時為「麥巴來教育所」。1945年二战结束后由國民政府接管，並於1947年5月創設「竹林國民學校」。1956年5月，竹林國民學校改建日治時期的國語講習所及宿舍為教室，並新建辦公室，教室兩間落成。因應九年國教改制，1968年起改稱「竹林國民小學」，並於1987年8月改制為「新竹縣五峰鄉花園國民小學竹林分校」。
由於少子化衝擊，花園國小竹林分校的入學人數屢創新低，2023年時僅有10名學生在讀。